# På hjul af Simon Andreassen
|  | Denne artikel er oprettet af botten Steenthbot ud fra en ekstern database. Den kan derfor have sproglige fejl eller mangler. Denne skabelon kan fjernes efter kontrol af indholdet. |

På hjul af Simon Andreassen er en dansk dokumentarfilm fra 2016 instrueret af Gustav Krarup.

## Handling
Den 19-årige cykelrytter Simon Andreassen vandt VM-guld for juniorer i mountainbike i både 2014 og 2015, og i 2015 blev han samtidig U19-verdensmester i cykelcross. I januar sidste år fik han som 18-årig dispensation til at deltage i senior-DM i cykelcross og vandt. Simon Andreassen deltog også ved OL i Rio sidste sommer på mountainbike. Den unge rytter bliver af både landstrænere og fysiologer betegnet som et helt unikt talent, der via sine tekniske evner på cyklen, sin fysik og sin store ærgerrighed kommer til at nå langt i cykelsporten.

## Medvirkende
- Simon Andreassen, Cykelrytter